# Фред Келлі
Фредерік Воррен Келлі (англ. Frederick Warren Kelly; нар. 12 вересня 1891 — пом. 7 травня 1974) — американський легкоатлет, який спеціалізувався в бігу з бар'єрами.

## Із життєпису
Олімпійський чемпіон з бігу на 110 метрів з бар'єрами (1912).
Чемпіон США з бігу на 120 ярдів з бар'єрами (1913).
Випускник Університету Південної Каліфорнії.
Ім'я Келлі носить розташований в Оранджі (штат Каліфорнія) стадіон — «Fred Kelly Stadium».

## Основні міжнародні виступи
| Рік  | Змагання         | Місто     | Місце | Дисципліна |
| ---- | ---------------- | --------- | ----- | ---------- |
| 1912 | Олімпійські ігри | Стокгольм | 1     | 110 м з/б  |